# Ernst Adolf Raeuschel
Ernst Adolf Raeuschel (o Räuschel) ( 1740 - 1800 ) fue un botánico y briólogo alemán.

## Algunas publicaciones
- 1797. Nomenclator botanicais. 414 pp.

- La abreviatura «Raeusch. o Räusch.» se emplea para indicar a Ernst Adolf Raeuschel como autoridad en la descripción y clasificación científica de los vegetales.[2]